# Cantón Archidona
Archidona es un cantón de Ecuador, al centro-sur de la provincia de Napo. 
Está ubicado sobre el valle del río Misahuallí y está situada a una altitud de 577 m s. n. m., en la Región Amazónica del Ecuador. En el centro-sur de la provincia, su clima en promedio es de 25 °C, siendo cálido-húmedo por la presencia de la selva. Su humedad es del 90 a 100 %. Archidona tiene 18.551 habitantes. El cantón está dividido en 4 parroquias.

## Historia
A través del tiempo, Archidona se perenniza como una de las ciudades más importantes de la Amazonía Ecuatoriana, región que en la época de la conquista provocaba ambición, ansias de poder y riqueza de los conquistadores españoles. Fue el 21 de abril de 1560 fundaron a orillas del río Misahuallí, en un punto llamado antiguamente Algodonales; por el capitán Bartolomé Marín, procedente de la Archidona de España. Desde España, el origen de su fundador, le da a Archidona su significado: ARCHI que significa abundante, y DONA que significa dones; es decir, ciudad abundante en dones.  
El historiador Teodoro Otero cuenta que Jumandy arremetió en Archidona y luego la incendió el 29 de noviembre de 1578. El pueblo indignado por la explotación de indígenas incendió la ciudad. Luego de los enfrentamientos Archidona se quedó despoblada y fue en 1638 (con la entrada de los Jesuitas), que se reconstruyó la ciudad y se convirtió en la ciudad más importante de la Amazonía. Archidona fue la entrada de las misiones religiosas del Napo, Mainas y Marañón. Los Jesuitas conservaron esta parroquia hasta 1768, fecha de su expulsión. La misión Josefina tomó la posta desde 1922.
En la presidencia de Gabriel García Moreno, se erigió la Provincia de Oriente por Decreto Supremo de 11 de mayo de 1861, fijando a Archidona como su capital. El 21 de abril de 1981 se creó el Cantón Archidona.